# Maison du Chapître (Monpazier)
Pour les articles homonymes, voir Maison du Chapitre.
La maison appelée Maison du Chapître, ancienne grange aux dîmes, est située 39 rue Notre-Dame, à Monpazier, presque en face de l'église Saint-Dominique.

## Historique

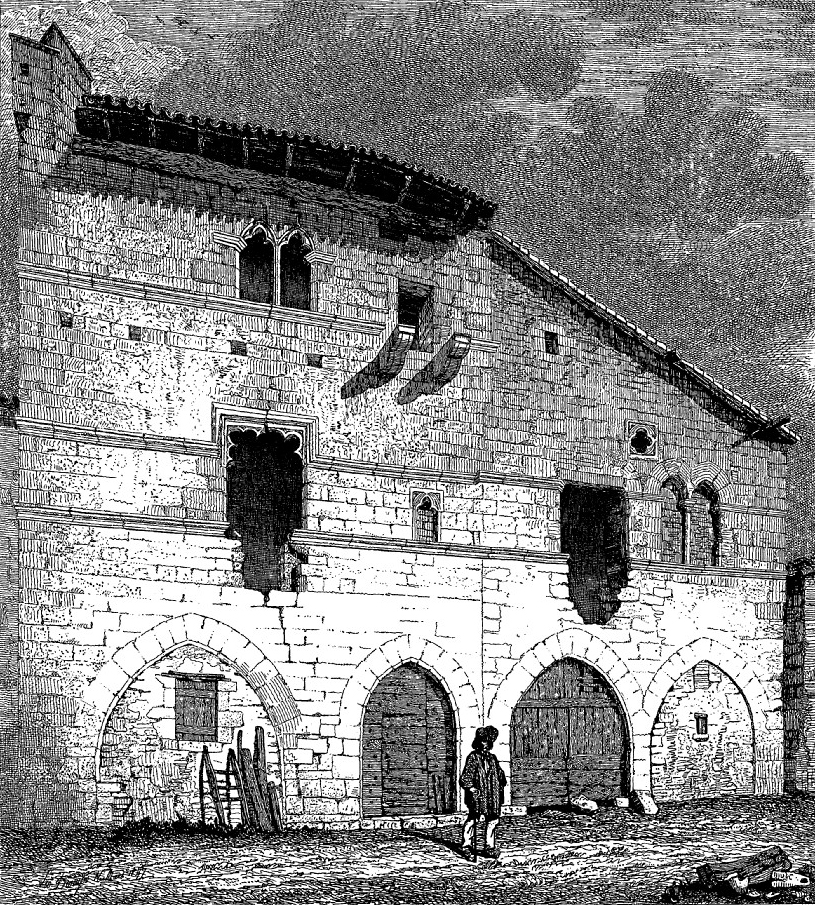
La maison du Chapître gravée à partir d'un dessin de Léo Drouyn, en 1847.

L'étude faite par Léo Drouyn montre que la maison appelée « Maison du Chapître » est composée de deux maisons accolées qui datent de la fin du XIIIe siècle. 
Cette maison a eu plusieurs usages. Elle a probablement servi de grange aux dîmes pour stocker les récoltes reçues en paiement de la dîme prélevée pour l'entretien du clergé jusqu'en 1790.
La maison a été inscrite au titre des monuments historiques le 25 juin 1929.